# 小野員裕
小野 員裕（おの かずひろ、1959年 - 2024年5月1日）は、日本の文筆家、大衆料理研究家、出張料理人。
元祖カレー研究家。日本のカレー論評の第一人者で、横濱カレーミュージアムの初代名誉館長を務める（2001年〜2007年）。カレーやラーメンなど大衆料理を中心に辛口論評で知られる。また、明治大学等著名な大学でカレーの教鞭を執る。

## 略歴
北海道に生まれ、東京都練馬区で育つ。国士舘大学文学部卒業。17歳の頃からカレーの食べ歩きをしていた。
1984年、MG出版の編集者、1989年、芸文社の編集者として勤める傍ら、1994年『週末はカレー日和』を刊行。2001年、横濱カレーミュージアム初代名誉館長に就任。全国のテレビやラジオへの出演オファーが増え、2002年、週刊朝日で『魂のラーメン』というラーメン連載を持ったのをきっかけに、芸文社を退職する。
2000年頃、フリーとなり、カレー五人衆を結成する（メンバーは「トプカ」の関根オーナー、「エチオピア」の鈴木オーナー、テレビ番組『TVチャンピオン』でカレー王の座を獲得したTheかれー王の金子戴、「東京カリ〜番長」の水野仁輔）。この「カレー五人衆」という名を冠したレトルトカレーを開発し、エスビー食品が製造販売している。
2000年以降は、レトルトカレー「小野員裕の鳥肌の立つカレー」（MCC食品）や「横濱カレーミュージアム 究極のカレー チキン」（明王物産）を監修するほか、雑誌への寄稿を行っている。
2024年5月1日、心筋梗塞のため死去。64歳没。

## 人物
- パニック障害の経験がある[9]。
- 箸が正しく持てない。
- 親しみやすく多くの人から愛される一方、本人は人見知りな性格だと言う。
- プロ並みの料理の腕を持ち、出張料理人もする。一度食べた料理、カレーなどの再現にも長けている。
- 帯広のカレー店カレーリーフ(1998年)の店主は小野氏からカレー作りのノウハウを学んだ唯一の料理人で師匠と弟子の関係。著書『週末はカレー日和』新装版に出会いのエピソードが書かれている。

## 著書
- 『週末はカレー日和』トライエックス社、1994年 ISBN 4924903213（その後他社から再出版されている）
- 『週末は鍋奉行レシピで—遊び尽くし』創森社、1995年 ISBN 4883400158
- 『東京カレー食べつくしガイド104/380店』講談社、1998年 ISBN 4062093987
- 『おすすめ!小野員裕の絶品カレー食べ歩きガイド-東京・横浜&近郊編』スタジオDNA、2001年 ISBN 4758020043
- 『横浜カレーミュージアムの究極カレーを作る! 』共同執筆、宝島社、2001年 ISBN 4796623175
- 『立ち飲み酒』共同執筆、創森社、2001年 ISBN 488340112X（その後他社から再出版されている）
- 『魂のラーメン』プレジデント社、2002年 ISBN 4833417650
- 『ラーメンのある町へ』　新潮社、2004年 ISBN 4104665010
- 『カレー放浪記』　創森社、2006年　ISBN 4883401960
- 『作務衣を着た主人の店にうまいものはない。』双葉社、2007年 ISBN 4575300004
- 『東京接待奉行』オークラ出版、2009年　ISBN 978-4775513910
- 『東京味わい銭湯と近くの旨い店―ココロの芯までほっこりする「銭湯帰りのちょい飲み」ガイド』インフォレスト、2010年 ISBN 978-4861905735
- 『うますぎ！東京カレー』共同執筆、メディアファクトリー、2014年8月 ISBN 9784040669496

## 番組出演
- 『chouchou』 テレビ朝日 （テーマ：国民食カレー・2018年5月6日放送）